# Mitrasacme elata
Mitrasacme elata är en tvåhjärtbladig växtart som beskrevs av Robert Brown. Mitrasacme elata ingår i släktet Mitrasacme och familjen Loganiaceae. Utöver nominatformen finns också underarten M. e. brevicalyx.